# Pöhla (Starkenberg)
Pöhla ist ein Ortsteil der Gemeinde Starkenberg im Landkreis Altenburger Land in Thüringen.

## Lage
Pöhla befindet sich mit seiner Gemarkung im Altenburger-Zeitzer Lösshügelland am Rande der Leipziger Tieflandsbucht. Das Dorf liegt 2 Kilometer nördlich von Starkenberg und 16,5 Kilometer westlich von Altenburg entfernt. Verkehrsmäßig ist das Dorf gut erreichbar. Im Westen des Orts befindet sich die Landesgrenze zu Sachsen-Anhalt.

## Geschichte
Im Jahr 1336 ist das Dorf erstmals urkundlich erwähnt worden. In den Beleglisten des Amts Altenburg wurde der Ort als „Behlen“ aufgeführt. Die Gründung erfolgte vermutlich durch die Ritter von Starkenberg, da Pöhla ursprünglich unter deren Gerichtsbarkeit stand. Mit dem wettinischen Amt Altenburg stand Pöhla ab dem 16. Jahrhundert aufgrund mehrerer Erbteilungen unter der Hoheit folgender Ernestinischer Herzogtümer: Herzogtum Sachsen (1554 bis 1572), Herzogtum Sachsen-Weimar (1572 bis 1603), Herzogtum Sachsen-Altenburg (1603 bis 1672), Herzogtum Sachsen-Gotha-Altenburg (1672 bis 1826). Bei der Neuordnung der Ernestinischen Herzogtümer im Jahr 1826 kam der Ort wiederum zum Herzogtum Sachsen-Altenburg. Nach der Verwaltungsreform im Herzogtum gehörte er bezüglich der Verwaltung zum Ostkreis (bis 1900) bzw. zum Landratsamt Altenburg (ab 1900). Juristisch war ab 1879 das Amtsgericht Altenburg und seit 1906 das Amtsgericht Meuselwitz für den Ort zuständig.
Pöhla gehörte ab 1918 zum Freistaat Sachsen-Altenburg, der 1920 im Land Thüringen aufging. 1922 wurde der Ort dem Landkreis Altenburg zugeordnet. Am 1. Juli 1950 erfolgte die Eingemeindung nach Posa, mit dem Pöhla im Jahr 1952 dem Kreis Altenburg im Bezirk Leipzig angegliedert wurde. Am 1. Januar 1967 erfolgte die Umgliederung nach Starkenberg. 2012 lebten im Ortsteil 74 Personen. In der Dorfmitte steht eine urige Dorfeiche. Sie ist über 130 Jahre alt.